# 안림초등학교
안림초등학교는 대한민국 경상북도 고령군 쌍림면 안림천길 19-6 (안림리)에 있었던 공립 초등학교이다.

## 연혁
- 1933년 6월 5일 쌍림공립보통학교 부설 안림간이학교 개교
- 1943년 6월 13일 안림공립국민학교로 승격
- 1981년 3월 10일 병설유치원 개원
- 1996년 3월 1일 안림초등학교로 교명 변경
- 2011년 3월 1일 쌍림초등학교로 통합